# Музей Амет-Хана Султана в Алупці
Музей двічі Героя Радянського Союзу Амет-Хана Султана являє постійно діючу експозицію, присвячену життю, бойовому шляху і льотно-випробувальній діяльності радянського військового льотчика двічі Героя Радянського Союзу Амет-Хана Султана. Відділ Кримськотатарського музею мистецтв (із 2001 року).

## Експозиція
У музеї працює експозиція присвячена життю льотчика, а також його сім'ї і бойовим соратникам. Представлені спогади учасників Німецько-радянської війни, колег і соратників, фотографії, архівні документи, листи, книги, особисті речі та нагороди Амет-Хана Султана, льотне спорядження. Серед експонатів виділяються макети літаків часів війни, а також післявоєнного періоду як військової, так і цивільної авіації. На відкритому майданчику поруч із музеєм розміщені макет літака Ла-5, подарований після зйомок художнього фільму «Хайтарма», і перша радянська авіаційна протикорабельна крилата ракета КС-1.
У 1993 році в міському Будинку культури мешканка Алупки Тефіде Мухтерем відкрила Кімнату пам'яті Амет-Хана Султана. З цього моменту музей бере свій початок на громадських засадах. У 2001 році музей став відділом Кримськотатарського музею мистецтв. За словами директора музею Мустафи Мустафаєва, музею було виділено будівлю, яка колись належала графині Микільській. Будинок 1872 року будови, який перебував у занедбанні і був у напівзруйнованому стані, був відреставрований, і в ньому організована постійна експозиція.
У 2015 році в музеї планується упорядкувати територію і звести постаменти для КС-1 і макета літака Ла-5, а в Сімферополі — побудувати меморіальний комплекс на честь Амет-Хана Султана.

## Галерея

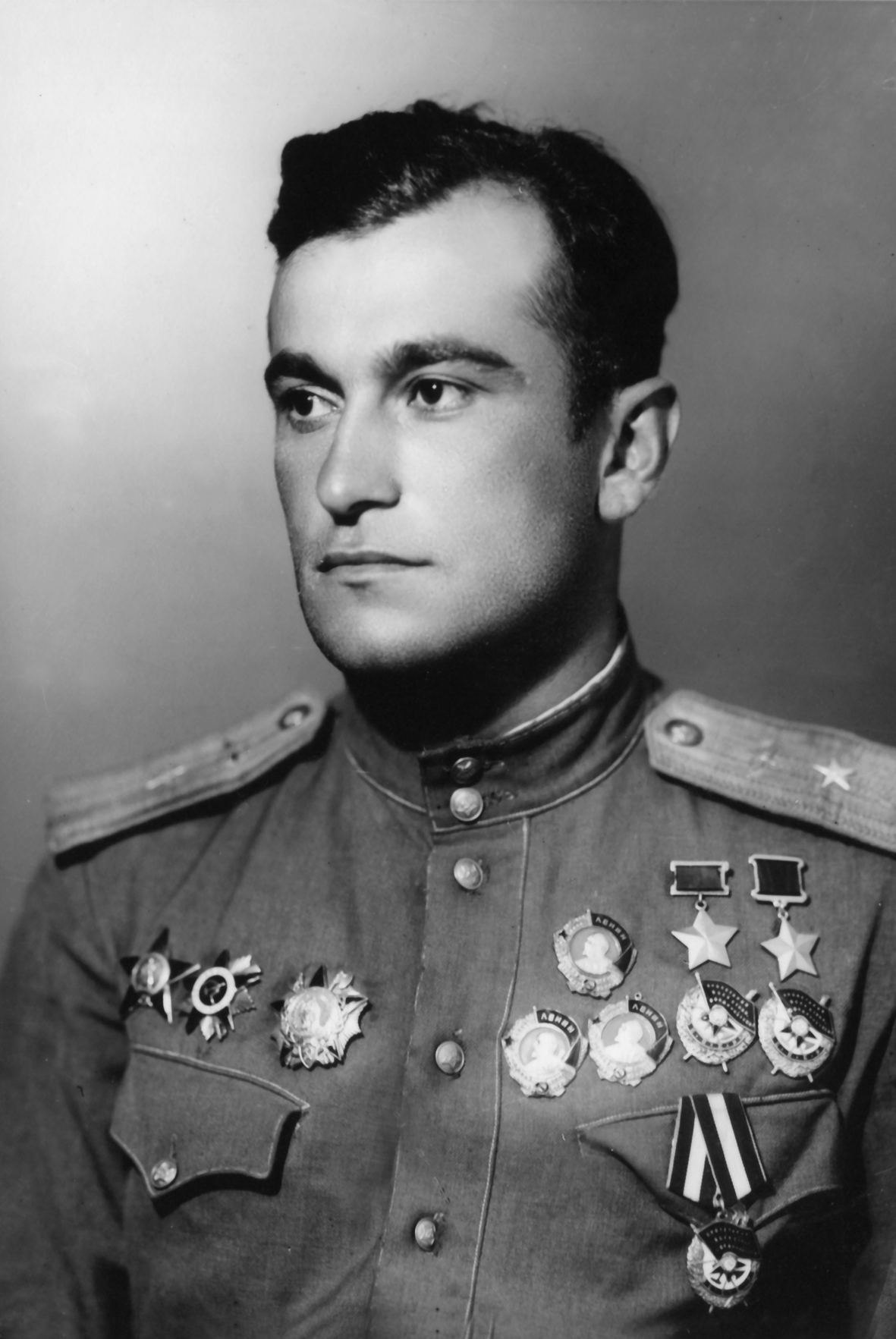
Амет-Хан Султан
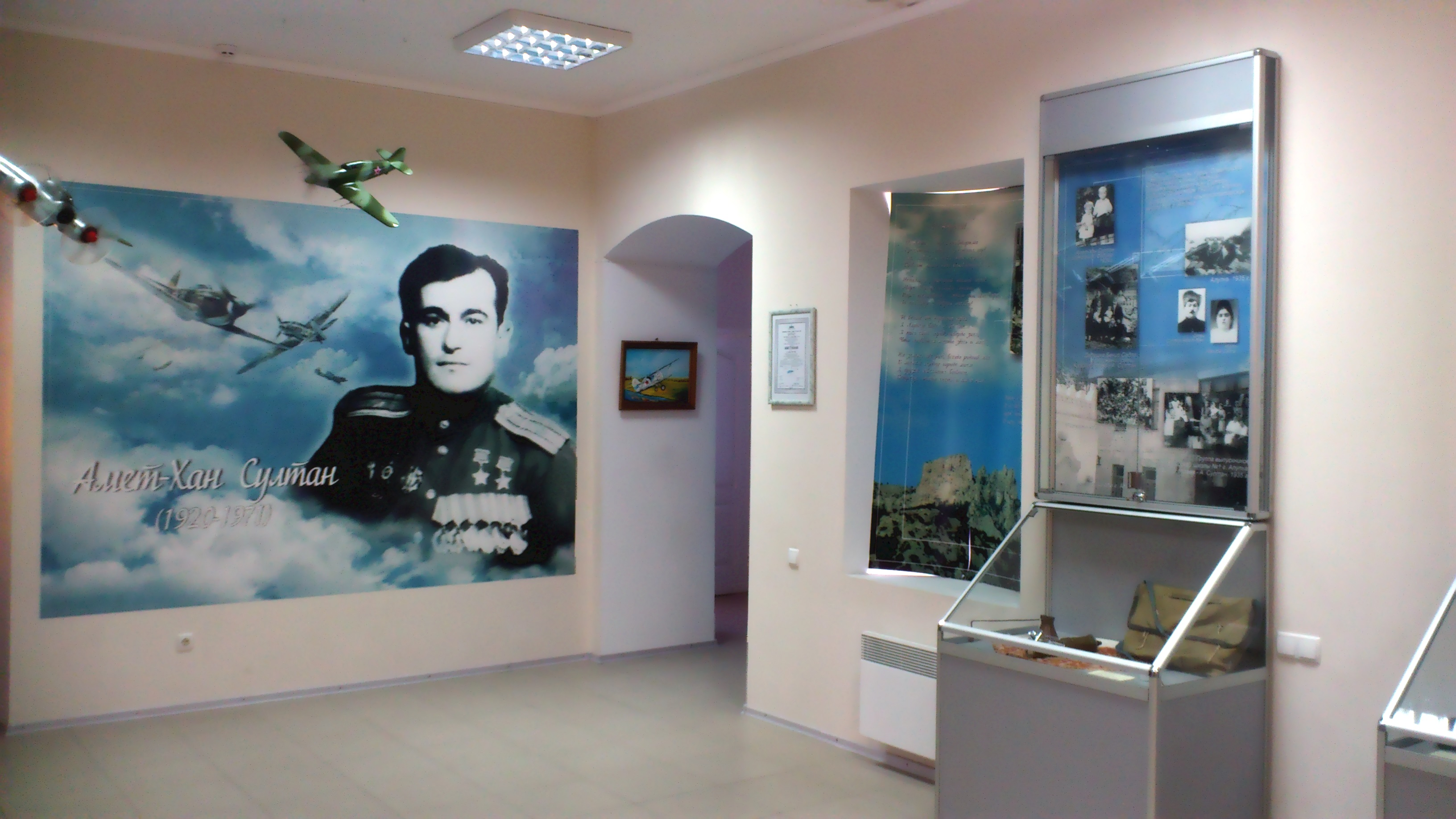
Фрагмент експозиції
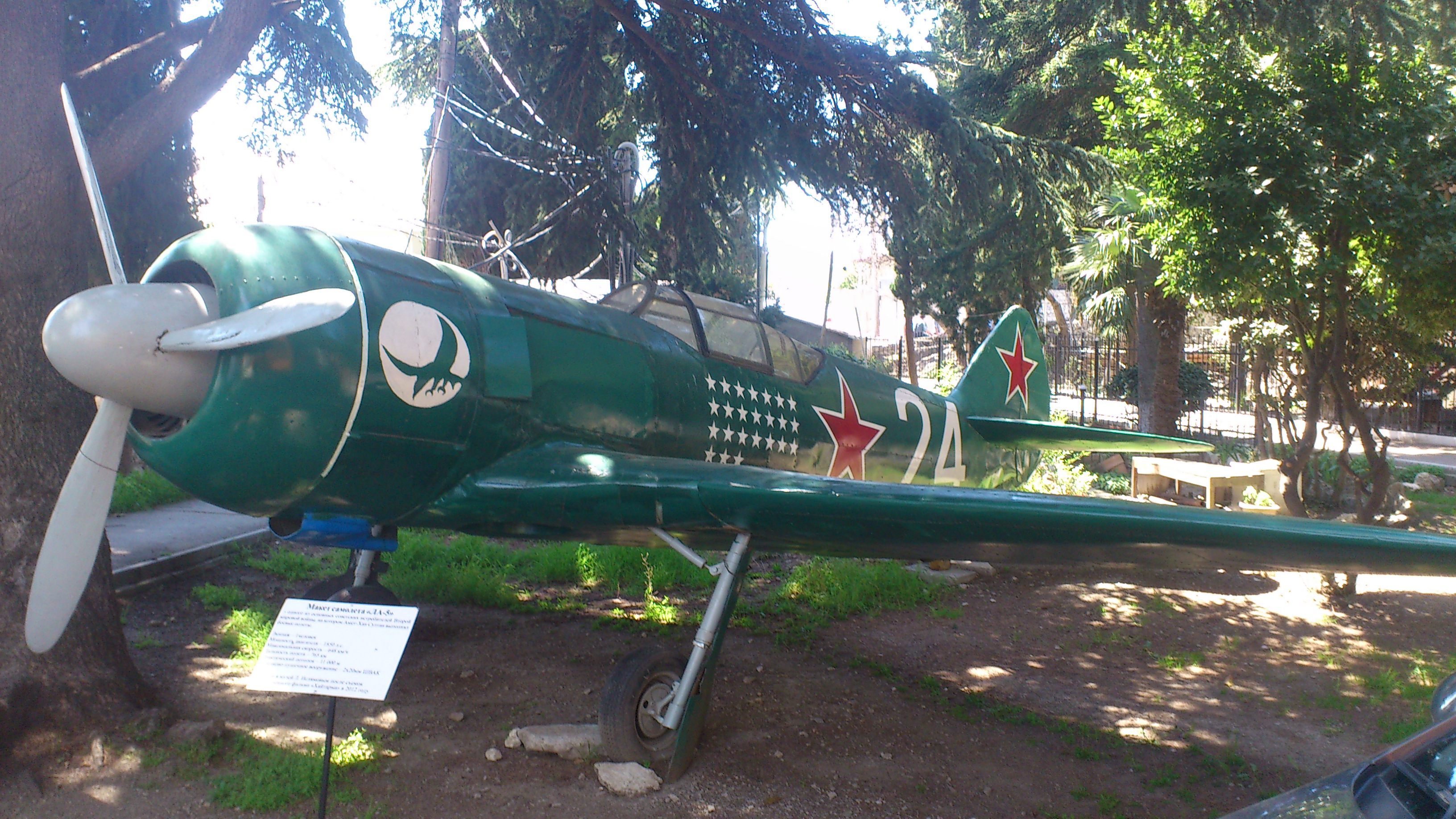
Макет Ла-5
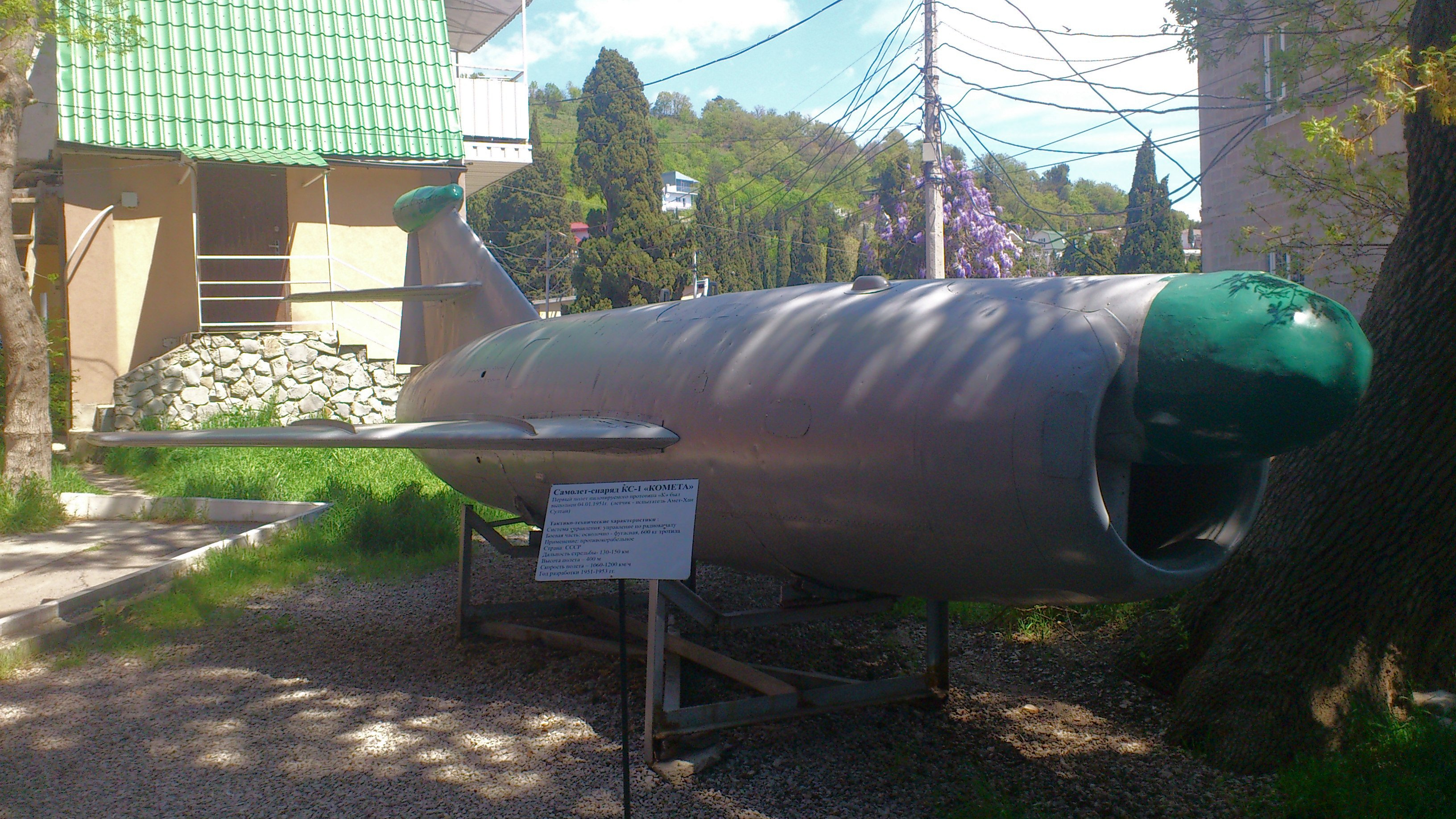
Крилата ракета КС-1
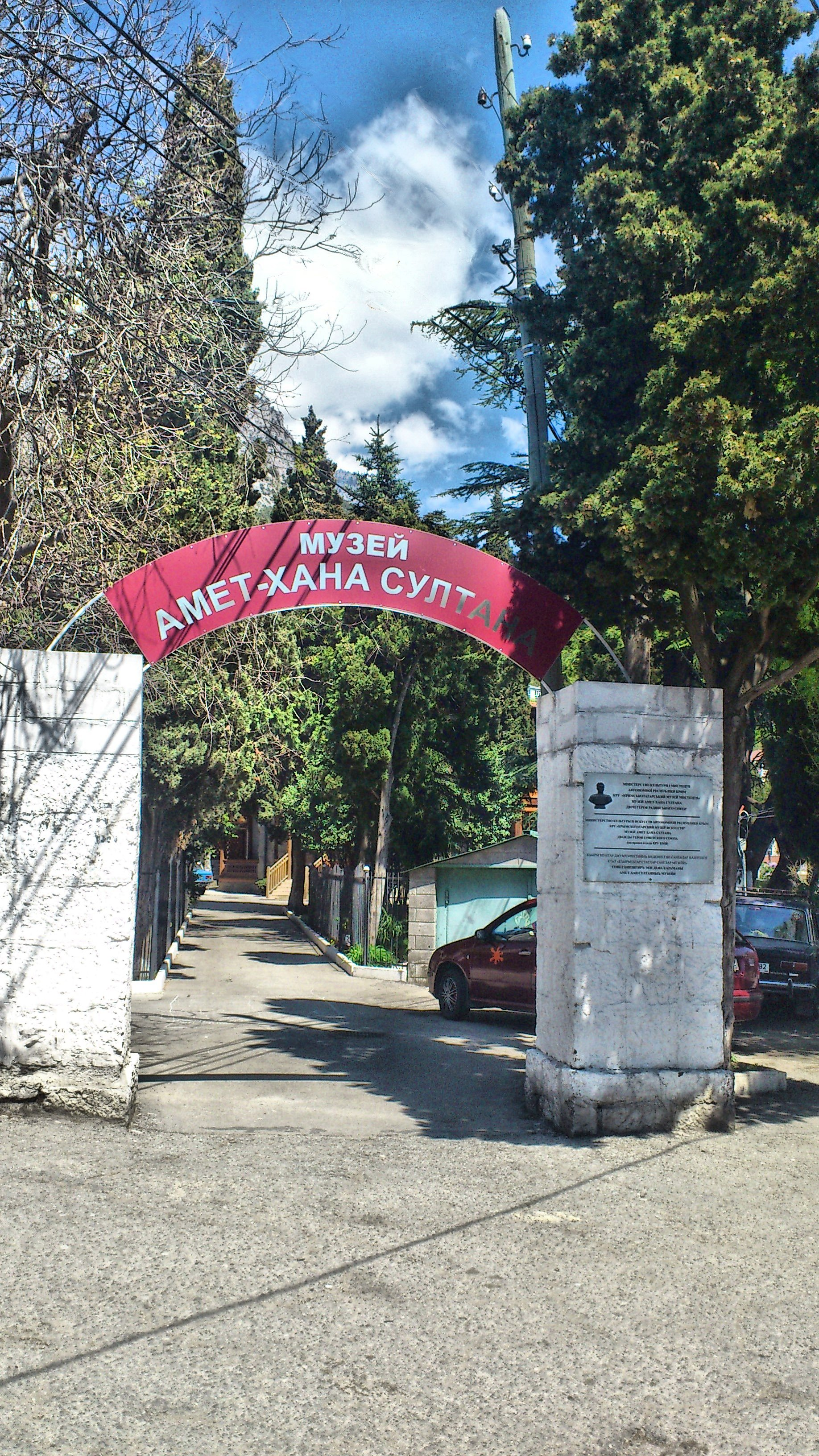
Вхід до музею